# Dina Prialnik
Dina Prialnik (n. 1950, București, România) este o femeie de știință israeliană de origine română, profesor la Universitatea Tel Aviv, unde cercetează domeniul științelor planetare și domeniul teoretic al dezvoltării modelelor de calcul pentru corpurile din sistemul solar. De asemenea, se ocupă și de formarea și evoluția stelelor. Din 2012 până în 2018, a ocupat funcția de vicepreședinte al Uniunii Astronomice Internaționale. 

## Biografie
Prialnik s-a născut în anul 1950 în București. Când avea 14 ani, a emigrat împreună cu părinții în Israel, stabilindu-se la Ierusalim. A urmat liceul din Betleem, acum cunoscut sub numele de Liceul Urban. 
După ce a absolvit liceul și a finalizat stagiul militar, și-a continuat studiile universitare la Universitatea Ebraică, la Facultatea de Matematică și Fizică, pe care a absolvit-o în 1971.
Prialnik și-a continuat studiile de masterat și doctorat în astrofizică la Universitatea Tel Aviv{, pe care le-a absolvit în 1980. Subiectul de cercetare al acestor două grade a fost structura teoretică și evoluția stelelor. 
În 1982, după absolvire, Prialnik a obținut o bursă postdoctorală la Universitatea Stanford din Statele Unite. 
La întoarcerea în Israel în 1983 și după o scurtă perioadă ca membru al Universității Ebraice, Prialnik s-a alăturat ca cercetător Departamentului de Geofizică și Științe Planetare de la Universitatea Tel Aviv. În același timp, a devenit interesată de comete și a dezvoltat primul model teoretic de acest fel din lume pentru a simula evoluția acestor corpuri. 
În 1986, a început să predea ca lector principal la Institutul de Fizică Rakah din cadrul Universității Ebraice. În 1989, a revenit la Departamentul de Geofizică și Științe Planetare din cadrul Universității Tel Aviv, în calitate de lector principal{. După aproximativ 6 ani în calitate de conferențiar, Prialnik a fost numită profesor asociat la Universitatea Tel Aviv, iar în 1998 profesor titular. Prialnik și-a continuat cercetările în dezvoltarea stelelor și a scris o carte introductivă despre formarea și dezvoltarea stelelor. 
Din 2001 până în 2005, a ocupat funcția de șef al Departamentului de Geofizică și Științe Planetare. 
Prialnik a primit premiul de excelență în predare de la rectorul Universității Tel Aviv. Între 2010 și 2015, a ocupat funcția de prorector al acestei universități, funcție din care a inițiat și co-fondat programa de îmbogățire pentru toți studenții, numită „Instrumente combinate”.  
În perioada 2012-2018 a ocupat funcția de vicepreședinte al Uniunii Astronomice Internaționale. 

## Cercetare
Prialnik a publicat peste 100 de articole în literatura internațională, principalul obiect de studiu tratând științele planetare și geofizica. Printre altele, a dezvoltat modele teoretice de calcul pentru corpurile sistemului solar, structura și evoluția stelelor, modele care permit realizarea unor simulări complete și precise ale fenomenelor astronomice enorme. De exemplu, Prialnik a calculat prima simulare completă a ciclului de explozie nova (o explozie dramatică care apare într-un sistem stelar). În urma articolului, a scris o carte intitulată An Introduction to the Theory of Stellar Structure and Evolution, care a fost publicată de Cambridge Publishing în anul 2000 și tradusă în mai multe limbi. 
Mai mult, a dezvoltat și primul model teoretic din lume pentru a simula evoluția cometelor. 
Asteroidul 8881 Prialnik poartă numele acesteia. 